# Ак-Таш (Ошская область)
Ак-Таш (кирг. Ак-Таш) — село в Кара-Сууском районе Ошской области Кыргызстана. Административный центр Ак-Ташского айылного аймака.

## География
Село расположено в северо-западной части области, на берегу канала Савай, вблизи государственной границы с Узбекистаном, на расстоянии приблизительно 5 километров (по прямой) к юго-западу от города Кара-Суу, административного центра района. Абсолютная высота — 800 метров над уровнем моря.

## Население
Согласно оценочным данным Национального статистического комитета Кыргызской Республики, численность населения села на начало 2023 года составляла 5012 человек.
| год     | 2009 | 2014 | 2015 | 2020 | 2021 | 2023 |
| ------- | ---- | ---- | ---- | ---- | ---- | ---- |
| человек | 3759 | 3974 | 4068 | 5099 | 5148 | 5012 |